# 磯野長蔵
磯野 長蔵（いその ちょうぞう、旧姓・三島、1874年〈明治7年〉3月12日 - 1967年〈昭和42年〉6月25日）は日本の実業家。明治屋社長、会長を務めたほか、キリンビール設立発起人となり、キリンビール社長や会長を歴任。同社をビール業界トップとした。

## 人物
鳥取県倉吉市河原町の呉服屋、三島久平・なをの次男として生まれる。勉強がよくでき、1883年、9歳のときに倉吉の戸長を務めた松本家を継ぐため松本仁平の養子となる。
鳥取県尋常中学校（現・鳥取県立鳥取西高等学校）の授業料免除優待生を経て上京。高等商業学校予備門（現・日本大学第三中学校・高等学校）で1年間の浪人生活を送り、高等商業学校（現・一橋大学）入学。1897年に7番の成績で卒業。学資は実父の三島が出した。
高等商業学校を卒業後、明治屋創業者の磯野計と米井源次郎が創立した貿易商社磯野商会に入社。1902年、磯野の長女・菊と結婚。松本家の養嫡子だったため、長蔵の妹が松本家を継ぎ、長蔵は隠居したうえで磯野家に婿入りするという手順を踏んだ。磯野商会は辞め、1903年、明治屋副社長に就任。翌年、ビジネスを学ぶためイギリスに留学し、1906年に帰国。
1907年、麒麟麦酒設立にともない、米井らとともに設立発起人の一人となる。1916年に軽井沢三笠ホテルを買収した明治屋は鎌倉海浜ホテルの経営も始め、長蔵が取締役社長に就任し、同年ビール市場視察のため外遊。1919年、米井の死去にともない、明治屋三代目社長に就任。
明治屋社長を務めながら、1920年に麒麟麦酒取締役、1927年に専務となり、翌年ビール業界視察のため外遊。1942年に同社社長、1951年に同会長に就任し、1962年まで務め、麒麟麦酒をビール業界トップとした。1958年には明治屋の会長に就任。
明治屋及び麒麟麦酒の経営で財を成し、1954年に故郷倉吉の苦学生を支援する三松奨学育英会を設立、1962年には母校一橋大学に磯野研究館を寄贈。1964年に勲三等瑞宝章を受章し、1967年に没した。
1978年、初代倉吉市名誉市民。如水会理事なども務めた。趣味は碁。宗教は浄土宗。住所は東京港区麻布広尾町。

## 伝記等
- 三宅勇三『噫、偉なる哉、磯野長蔵翁』春秋社、1967年8月。 NCID BN06314415。全国書誌番号:67008117。
- 麒麟麦酒・明治屋 編『追悼録 磯野長蔵』麒麟麦酒・明治屋、1967年10月。 NCID BN13483911。全国書誌番号:68010992。